# Störsvik
Störsvik är en tätort i Sjundeå kommun i landskapet Nyland i Finland. Vid tätortsavgränsningen den 31 december 2021 hade Störsvik 256 invånare och omfattade en landareal av 1,33 kvadratkilometer.
Orten ligger nära gränsen till kommunen Ingå. Det är den sydligaste bosättningen i Sjundeå kommun, söder om huvudvägen mellan Hangö och Kyrkslätt och vid stranden av Pickalaviken. Störsvik är särskilt känd för sitt fritidscenter Pickala Golf.